# رودولف خاراتیان
رودولف گورگنی خاراتیان (ارمنی: Ռուդոլֆ Գուրգենի Խառատյան؛ زادهٔ ۱ آوریل ۱۹۴۷) نقاش، طراحی رقص، رقصنده باله، آموزگار اهل ارمنستان است. وی از سال میلادی تاکنون مشغول فعالیت بوده است.

## زندگی‌نامه
وی در ۱ آوریل ۱۹۴۷ ‏در ایروان به دنیا آمد و از کالج دولتی هنر رقص ایروان (۱۹۶۶)، دانشگاه هنرهای نمایشی روسیه و آکادمی باله واهانوفا فارغ‌التحصیل گشت. وی در تالار آکادمی ملی اپرا و باله آلکساندر اسپنداریان، تالار بولشوی و کالج دولتی هنر رقص ایروان فعالیت می‌کند. وی برنده جوایزی همچون هنرمند شایسته ارمنستان شوروی (۱۹۷۴) و هنرمند مردمی جمهوری ارمنستان (۲۰۱۲) است.